# Klinte (Agrostemma)
 For alternative betydninger, se Klinte. (Se også artikler, som begynder med Klinte)
Klinte (Agrostemma) er en slægt med ... arter, som er udbredt i hele det eurasiske område. Det er enårige urter med kraftige pælerødder. Stænglerne er udelte eller forgrenede. Bladene er modsat stillede og ofte sammenvoksede ved basis. De er smalle med én eller tre ribber og hel rand og skarp spids. Blomsterne sidder endestillet, og de er regelmæssige og 5-tallige med sammenvoksede kronrør og smalle kronflige. Frugterne er kapsler med mange frø.
Her beskrives kun den ene art, som er kendt i Danmark.
| Beskrevne arter |

- Klinte (Agrostemma githago)

| Andre arter |

- Agrostemma brachylobum
- Agrostemma gracile